# Los placeres ocultos
Los placeres ocultos es una película española dirigida por Eloy de la Iglesia, estrenada el 26 de mayo de 1977. Destaca por ser una de las primeras películas en abordar la homosexualidad, con normalidad y como tema principal, en el inicio de la transición a la democracia española. Con guion de De la Iglesia, Rafael Sánchez Campoy y Gonzalo Goicoechea, en su elenco principal destacan las actuaciones de Simón Andreu, Tony Fuentes y Charo López.

## Argumento
Eduardo (Simón Andreu) es un director de banco homosexual de mediana edad. Vive su vida sexual desinhibidamente, aunque guardando las apariencias, y utiliza su posición social y económica para conquistar a chicos jóvenes. Conoce en la calle a Miguel (Tony Fuentes), un atractivo joven de familia humilde que vive en un barrio deprimido del extrarradio de Madrid, y se enamora perdidamente de él. 
Con la intención de seducir al joven, Eduardo pone en marcha un plan para acercarse a él. Por medio de Nes (Ángel Pardo), un chico del ambiente gay que vive en el mismo barrio de Miguel, Eduardo averigua la dirección del joven. Para acercarse a Miguel le ofrece un puesto de trabajo en una empresa dirigida por su amigo Raúl (Antonio Corencia). Aunque Eduardo y Raúl mantuvieron una relación en el pasado, esa relación no llegó a buen puerto y ahora son amigos, aunque Raúl está todavía, secretamente, enamorado de Eduardo.
Con la excusa de mecanografiar un libro, Eduardo se lleva a Miguel a su apartamento por las tardes. Poco a poco se va ganando su amistad y su confianza llevándole de juerga o comprándole una moto. Pero Miguel es heterosexual, mantiene una relación formal con su novia Carmen (Beatriz Rossat) y también mantiene una relación paralela con Rosa (Charo López), una vecina casada. 
Cuando Eduardo termina sincerándose y confesándole sus sentimientos a Miguel, el joven le rechaza. Eduardo vuelve entonces a su vida solitaria buscando efímeros placeres con jóvenes en cines, parques y baños públicos. Rechaza el ofrecimiento de su amigo Raúl de implicarse en el incipiente movimiento gay. Y entonces su anciana madre (Ana Farra), gravemente enferma y prácticamente en el lecho de muerte, le confiesa que sabe que su hijo es homosexual desde que era un adolescente exhortándolo a no quedarse solo.
En una de sus incursiones de cruising por el parque Eduardo se vuelve a encontrar con Nes quien, junto con su pandilla, le tienden una trampa para robarle en el piso y le propinan una paliza. Cuando Miguel se entera de lo sucedido acude a interesarse por el estado de Eduardo y, en venganza, le da una paliza a Nes. Tras esta experiencia Eduardo y Miguel retoman su amistad, esta vez sin intentos de conquista por parte de Eduardo, aceptándose como son. Miguel le presenta a su novia Carmen, estableciéndose una relación platónica, como si fueran una familia, con la que Eduardo cree que evitará la soledad. 
Todo se trunca cuando reaparece Rosa, la amante de Miguel, quien despechada por el abandono que sufre por parte del joven, y con ayuda de Nes, propaga por el barrio el rumor de que Miguel es homosexual. Luego les dice a los padres de Carmen que Miguel, junto con Eduardo, están engañando a su hija. Estas mentiras provocan que el padre de Carmen (Antonio Iranzo) prohíba a Miguel volver a verla. Miguel, herido, va al banco donde trabaja Eduardo y le monta una escena insultándolo a gritos y echándole la culpa de haber perdido a su amada.
En la última escena Eduardo se encuentra solo en su apartamento. Suena el timbre de la puerta, y al mirar por la mirilla su rostro se ilumina de alegría. Cuando la puerta solo se ha entornado, enigmáticamente, se termina la película sin que conozcamos la identidad de la persona que se encuentra tras el umbral.

## Reparto
- Simón Andreu - Eduardo
- Tony Fuentes - Miguel
- Charo López - Rosa (la amante de Miguel)
- Beatriz Rossat - Carmen (la novia de Miguel)
- Antonio Corencia - Raúl (el amigo de Eduardo)
- Germán Cobos - Ignacio (el hermano de Eduardo)
- Ana Farra - Madre de Eduardo
- Ángel Pardo - Nes
- Queta Claver - Madre de Miguel
- Antonio Iranzo - Padre de Carmen
- Antonio Gamero - Mirón del parque
- Josele Román - Pili (prostituta)
- Carmen Platero - Olga (prostituta)

## Producción
Rodada en Madrid con producción de Alborada P.C. Los Placeres Ocultos es la décima película rodada por Eloy de la Iglesia. Tuvo numerosos problemas con la censura cinematográfica y permaneció "secuestrada" varios meses antes de que, finalmente, se autorizara su exhibición comercial en España. En 1984 también se estrenó en pantallas de Estados Unidos y ha sido proyectada posteriormente en retrospectivas y festivales de cine de temática LGTB.

"Quiero mostrar con Los placeres ocultos, la problemática homosexual de una manera objetiva y de una forma dialéctica. En la película se trata de contemplar lo que ocurre dentro de ese mundo marginado, condenado por las derechas y las Izquierdas y que sin embargo afecta a un amplio porcentaje de la nación, que está necesitando urgentemente el que se abra un amplio debate para esclarecer la situación del homosexual."
Eloy de la Iglesia, diario El País 

En una escena aparece en un cameo el transformista Paco España como en casi todas las películas españolas de temática gay de la época.

## Recepción
Las críticas de la prensa especializada no fueron demasiado positivas en la fecha de su estreno aunque alabaron la valentía de la temática propuesta y la actuación de Simón Andreu. Diego Galán, en las páginas del semanario Triunfo, alaba "el planteamiento directo de un tema prohibido en temas abiertos y militantes" y la actuación de Simón Andreu. Ángeles Maso la califica como "la mejor película de Eloy de la Iglesia" y destaca "la interpretación más notable de Simón Andreu" aunque critica que "en el relato sobra «paja»—hay situaciones que se evidencian sin necesitar ahondar en ellas— y algunos personajes secundarios no tienen la medida precisa. Pero los aciertos de «Los placeres ocultos» son muchos más que los fallos". La revista Fotogramas le otorga una calificación de 2 estrellas sobre 5 (aunque sus lectores le otorgan 4 sobre 5).
En los portales especializados de información cinematográfica la película obtiene una mediana posición. FilmAffinity España, basándose en 443 opiniones, le otorga una puntuación de 6,3 sobre 10. IMDb, teniendo en cuenta 143 votos, le otorga un 6,8 sobre 10.